# Dapanoptera gressittiana
Dapanoptera gressittiana is een tweevleugelige uit de familie steltmuggen (Limoniidae). De soort komt voor in het Australaziatisch gebied.